# Alberto Nota
Alberto Nota (Turin, 1775-1847), est un dramaturge italien du XIXe siècle.

## Biographie
Alberto Nota est d'abord avocat et brilla au barreau de Turin. Le prince de Carignan le prit pour secrétaire et, parvenu au trône, le nomme intendant des provinces de Pignerol et Coni.

## Œuvres
Alberto Nota a laissé plus de 40 comédies qui se distinguent par le développement des caractères, la peinture des mœurs italiennes et par l'entente de la scène, dont :
- Les Premiers pas vers le mal, imité par Casimir Delavigne dans son École des vieillards
- L'Homme à projets
- Le Nouveau riche
- Le Philosophe célibataire
- L'Atrabilaire
- L'Ambitieuse
- La Coquette
- La Foire, considéré comme son chef-d'œuvre.

Son Théâtre a été traduit par Th. Bettinger, Paris, 1839.